# Народний поет (письменник) Дагестану
Народний поет (письменник) Республіки Дагестан — почесне звання Республіки Дагестан. Засновано законом Республіки Дагестан від 2 жовтня 1995 року № 6 «Про державні нагороди Республіки Дагестан».
Звання присвоюється поетам, письменникам, драматургам, прозаїкам, літературознавцям, які створили видатні, широко відомі художні твори, значні літературознавчі праці.

## Народні поети
- Цадаса Гамзат — аварський радянський поет і драматург, перекладач, державний діяч. Народний поет Дагестанської АРСР (1934).
- Гаджиєв Загід Гаджийович — аварський поет, перекладач і драматург. Народний письменник Дагестанської АРСР (1958).
- Расул Гамзатов — аварський, радянський поет і політичний діяч. Народний поет Дагестанської АРСР (1959).
- Гаїрбекова Машідат Гаджиєвна — радянська і аварська поетеса. Народна поетеса Дагестанської АРСР (1969).
- Алієва Фазу Гамзатовна — радянська, аварська поетеса і прозаїк. Народна поетеса Дагестанської АРСР (1969).
- Муталіб Мітаров — табасаранський поет і письменник. Народний письменник Дагестану (1990).
- Магомедов Муса Магомедович — аварський поет і письменник. Народний письменник Дагестану (1991).
- Абасов Магомед Абасович — радянський і російський аварський поет, народний поет Республіки Дагестан (1995).
- Даганов Абдулла Газімагомедович — аварський поет і прозаїк, перекладач. Народний поет Дагестану (1997).
- Ахмедов Магомед Ахмедович — аварський, російський поет. Голова Спілки письменників Дагестану (2005).
- Зайнулабідов Максуд Магомедович — аварський, російський поет і письменник. Народний поет Дагестану (2012).
- Расулова Баху-Меседу Гаджиєвна — російська аварська поетеса. Народна поетеса Дагестану (2014 року).
- Батірова Залму Магомедовна — радянська і російська аварська поетеса. Народна поетеса Дагестану (2015).
- Магомедов Курбанмагомед Рамазанович — аварський поет і письменник. Народний письменник Дагестану (2016).
- Гамзаєв Магомед Алійович — аварський поет і письменник. Народний письменник Дагестану (2017).
- Абдулхалімов Магомед Абдулхалімович — аварський поет і письменник. Народний письменник Дагестану (2018).
- Магомедова Сабігат Усмановна — російська аварська поетеса. Народна поетеса Дагестану (2019).